# 20. март
20. март (20.03) је 79. дан у години по грегоријанском календару (80. у преступној години). До краја године има још 286 дана.

## Догађаји
- 1600 — Пет саветника пољско-шведског краља Сигисмунда III Васе је јавно погубљено, чиме је окончана његова владавина у Шведској.
- 1602 — Основана је Холандска источноиндијска компанија, која је монополом на трговину из Индонезије, Малаје и Цејлона постала једна од најмоћнијих компанија на свету.
- 1852 — Објављен је роман Чича Томина колиба америчке књижевнице Херијет Бичер Стоу.
- 1854 — У месту Рипон основана је америчка Републиканска странка.
- 1913 — Код Скадра је погинуо пилот Михајло Петровић, један од првих пилота на свету који је погинуо у борбеним дејствима.
- 1916 — Алберт Ајнштајн је објавио своју специјалну теорију релативитета.
- 1922 — УСС Ленгли је примљен у службу као први амерички носач авиона.
- 1933 — Хајнрих Химлер је наредио оснивање логора Дахау и поставио Теодора Ајкеа за заповедника логора.
- 1945 — На подручју Лике и хрватског приморја југословенска војска почела завршне операције за ослобођење Југославије у Другом светском рату.
- 1956 — Амерички Сенат је усвојио мировни споразум са Јапаном.
- 1956 — Француска признала независност Туниса, са Хабибом Бургибом као првим председником.
- 1970 — Поред обала Шведске у заливу Тралвет излило се 57.000 тона нафте у судару бродова "Империјал" и "Отело".
- 1972 — У снежној лавини на планини Фуџи, у Јапану, погинуло 19 алпиниста.
- 1991 — Халеда Зија изабрана за премијера Бангладеша, у првом мирном демократском преносу власти од настанка те земље 1971.
- 1994 — Тунис добио први вишепартијски парламент.
- 1995 — Око 35.000 турских војника упало у Ирак, у операцији против курдских побуњеника.
- 1995 — Припадници јапанске верске секте Аум Шинрикјо пустили су нервни гас у токијску подземну железницу, од чега је умрло 12 људи, а више од 5.500 повређено.
- 1995 — Армија Босне и Херцеговине покренула је, током рата у Босни и Херцеговини, снажну офанзиву против српских снага на Мајевици и Влашићу, 40 дана пре истека четворомесечног примирја, закљученог уз посредовање бившег председника САД Џимија Картера.
- 1996 — Британска влада први пут јавно потврдила да "болест лудих крава" може бити пренета на људе.
- 1997 — Београдски студенти шетњом центром града прославили испуњење свог последњег захтева, оставке ректора и студента-проректора. То је био и последњи дан студентског протеста, који је почео 20. новембра 1996. због фалсификовања резултата локалних избора у Србији. Студенти постигли светски рекорд са 119 дана свакодневних протеста и саопштили да су спремни да поново изађу на улице ако буду угрожене демократске институције, Устав, закони и воља народа.
- 1998 — Отворен први ауто-пут у подсахарској Африци, који је повезао обале Индијског и Атлантског океана.
- 1999 — По повлачењу 1.380 верификатора ОЕБС-а, на Косову на подручју Србице и Подујева појачани сукоби српских снага безбедности и припадника самозване Ослободилачке војске Косова. Војска Југославије послала појачање, полиција блокирала све главне саобраћајнице, а на хиљаде цивила пошло у избеглиштво.
- 2002 — У нападу аутомобила-бомбе на амбасаду САД у Лими, у Перуу, погинуло девет људи, на десетине рањено.
- 2003 —
  - САД и Уједињено Краљевство почели војну операцију против Ирака пошто је ирачки председник Садам Хусеин одбио ултиматум САД да напусти Ирак. Америчке и британске трупе ушле су у Ирак из Кувајта, преко граничног града Ум Каср, на око 50 km јужно од Басре.
  - Бивши амерички пилот, наредник Брајан Риган, осуђен на доживотну робију јер је покушао да прода америчке одбрамбене тајне Кини и Ираку.
- 2006 — Србија и Црна Гора се званично повукла са Песме Евровизије 2006.
- 2016 — Барак Обама је постао први председник САД који је посетио Кубу од 1928.
- 2022 — ФК Барселона је победила ФК Реал Мадрид 4-0 на Стадиону Сантијаго Бернабеу. Стрелци голова су били Пјер Емерик Обамејанг (29, 51. мин), Роналд Араухо (38. мин.) и Феран Торес (47. мин.).

## Рођења
- 1725 — Андреј I, турски султан. (прем. 1789)[1]
- 1811 — Наполеон II Бонапарта, француски цар. (прем. 1832)[2]
- 1828 — Хенрик Ибзен, норвешки драматург. (прем. 1906)[3]
- 1912 — Андрија Прегер, југословенски и српски пијаниста, диригент и правник. (прем. 2015)[4]
- 1915 — Свјатослав Рихтер, совјетски пијаниста. (прем. 1997)[5][6]
- 1922 — Карл Рајнер, амерички глумац, комичар, редитељ, сценариста, продуцент и писац. (прем. 2020)[7]
- 1932 — Бранислав Цига Јеринић, српски глумац. (прем. 2006)[8]
- 1936 — Ли Пери, јамајкански реге музичар и музички продуцент. (прем. 2021)[9]
- 1937 — Џери Рид, амерички музичар и глумац. (прем. 2008)[10]
- 1938 — Вук Бабић, српски редитељ и сценариста. (прем. 1997)[11]
- 1945 — Пет Рајли, амерички кошаркаш и амерички кошаркашки тренер.[12]
- 1948 — Џон де Ланси, амерички глумац, комичар, редитељ, продуцент и писац.
- 1950 — Вилијам Херт, амерички глумац. (прем. 2022)[13]
- 1956 — Кетрин Ештон, британска политичарка.[14]
- 1957 — Тереза Расел, америчка глумица.[15]
- 1958 — Холи Хантер, америчка глумица и продуценткиња.[16]
- 1962 — Борис Маринковић, бивши српски спортиста.
- 1963 — Дејвид Тјулис, енглески глумац, редитељ, сценариста и писац.[17]
- 1964 — Наташа Атлас, белгијско-енглеска музичарка.[18]
- 1970 — Мајкл Рапапорт, амерички глумац, комичар, редитељ и продуцент.
- 1972 — Педро Лами, португалски аутомобилиста, возач Формуле 1.[19]
- 1973 — Џејн Марч, енглеска глумица и модел.[20]
- 1976 — Честер Бенингтон, амерички музичар, најпознатији као фронтмен групе Linkin Park. (прем. 2017)
- 1980 — Робертас Јавтокас, литвански кошаркаш.[21]
- 1980 — Џамал Крофорд, амерички кошаркаш.[22]
- 1982 — Томаш Кушчак, пољски фудбалер.[23]
- 1983 — Маријана Мићић, српска ТВ водитељка и глумица.[24]
- 1984 — Фернандо Торес, шпански фудбалер.[25]
- 1985 — Тања Савић, српска певачица.
- 1990 — Маркос Рохо, аргентински фудбалер.[26]
- 1991 — Луси Џоунс, велшка певачица, глумица и модел.[27]
- 1993 — Слоун Стивенс, америчка тенисерка.[28]
- 1995 — Саша Здјелар, српски фудбалер.[29]
- 1998 — Бориша Симанић, српски кошаркаш.[30]
- 2003 — Немања Мотика, српски фудбалер.

## Смрти
- 1413 — Хенри IV Ланкастер, енглески краљ. (рођ. 1367)[31]
- 1619 — Матија, цар Светог римског царства (рођ. 1557)[32]
- 1894 — Лајош Кошут, мађарски правник, политичар и државник. (рођ. 1802)[33]
- 1929 — Фердинанд Фош, француски генерал и маршал. (рођ. 1911)[34]
- 1993 — Поликарп Куш, амерички физичар немачког порекла, добитник Нобелове награде за физику (1955). (рођ. 1911)[35]
- 2009 — Владимир Савчић Чоби, српски музичар и глумац. (рођ. 1948)[36]
- 2012 — Атена Пашко, украјинска хемијска инжењерка, песникиња и активисткиња (рођ. 1931)
- 2017 — Дејвид Рокфелер, амерички банкар. (рођ. 1915)[37]
- 2020 — Кени Роџерс, амерички музичар, глумац и музички продуцент. (рођ. 1938)[38]

## Празници и дани сећања
- Српска православна црква слави:
  - Светих седам свештеномученика Херсонских
  - Преподобног Емилијана
- Јеврејски празници
  - Пурим (2011)
- Светски дан среће